# Jacques Chausson
Jacques Chausson (1618 - 29 de diciembre de 1661) fue un escritor francés y sastre. Fue arrestado el 16 de agosto de 1661 y acusado de haber intentado violar a un joven noble, Octave des Valons, de 17 años. Fue juzgado por sodomía y condenado a muerte en la plaza de Grève. Su lengua fue cortada y fue quemado en la hoguera (sin ser estrangulado primero, la práctica más habitual y "misericordiosa").
Fue quemado con su cómplice Jacques Paulmier, apodado "Fabri".
La ejecución tuvo gran repercusión social, provocando la aparición de numerosos epigramas y coplas populares que alcanzaron gran difusión. El proceso de Chausson forma parte de una serie de medidas ejemplares en el Antiguo Régimen contra la sodomía, y todavía era recordado varias décadas después. También es uno de los procesos por sodomía en época moderna más citados por los historiadores actuales, debido a la conservación de las fuentes.

## Procedimientos legales
"Este viernes, vigésimo noveno día del mes de agosto es juzgado ante nosotros un hombre vestido de color cinamomo, que declaró ante nosotros que acudía para obedecer nuestra orden de ayer para ser preguntado e interrogado a la manera y costumbre que sigue: Preguntado su nombre respondió que es Octave Jullien des Valons, caballero, hijo de Germain des Valons, caballero, señor de Duchesne; y de la fallecida Louise Angelique du Vesnien, su esposa. Preguntado sobre su edad respondió haber cumplido diecisiete años el pasado décimo octavo día del pasado marzo.
"Preguntado el sujeto sobre la disputa que había tenido el martes, duodécimo día del pasado agosto, con el llamado Jacques Chausson y Jacques Paulmier, en el tercer piso de una casa de la rue Saint Antoine, cerca de la antigua calle del Temple, ocupada por el mismo Chausson, respondió que, tras haber conocido a Chausson, y tras haber sido conducido a su casa por un joven llamado le Sueur, finalmente acudió el doce de agosto. Paulmier le dijo a Chausson mientras hablaba de Octave des Valons: "¡Es un rubio hermoso!" a lo que Chausson contesto: "Creo que es un chico lo bastante hermoso para ofrecernos sus servicios." Cuando Octave des Valons afirmó que deseaba ser apropiado para la tarea, Chausson hizo una aclaración y le dijo que el servicio que le pedían no le costaría nada y que el Paulmier estaba por su parte obligado a tratarle de la misma manera cuando él quisiera. Des Valons, tras haber tenido el infortunio de darse cuenta de que no le pedían lo que él creía que iba a dar, Chausson se acercó a él y mientras lo abrazaba le soltó el botón de sus pantalones al mismo tiempo y entonces Paulmier comenzó a conocerlo carnalmente, y cometió con él el crimen de la sodomía. Tras haber sentido esto, comenzó a gritar y a luchar, y entonces una anciana, que ese mismo día trabajaba en la casa del Sr. Petit, mercader y dueño de la casa, acudió corriendo."

## Poemas sobre su destino

### Dichos populares
Si l’on brûlait tous ceux

qui font comme eux

dans bien peu de temps hélas

plusieurs seigneurs de France

grands prélats d’importance

souffriraient le trépas.
Si quemaran a todos

los que hacen como ellos

Muy pronto sin embargo

Varios señores del reino

y grandes hombres de librea

pagarían con sus cabezas.

Savez-vous l’orage qui s’élève

contre tous les gens de bien?

Si Chausson perd son procès en Greve,

le cu ne servira plus de rien.

Si Chausson perd son procès en Greve,

le con gagnera le sien.
¿Conoces la tormenta que se está formando

contra toda la buena gente?

Si Chausson pierde su juicio en Greve,

El culo no servirá para nada

Si Chausson pierde su juicio en Greve,

El coño ganará la batalla.

Je suis ce pauvre garçon

nommé Chausson

si l’on m’a rôti

a la fleur de mon âge

c’est pour l’amour d’un page

du prince de Conti.
Soy este pobre chico

llamado Chausson

Si ellos me tuestan

en la flor de mi edad

Es por el amor de un paje

del príncipe de Conti.

Si le bougre D’Assouci.

eût été pris

il aurait été rôti

tout au travers des flammes

comme ces deux infâmes

de Chausson et de Fabri.
Si hubieran pillado

a d'Assouci

Lo habrían asado

rodeado de llamas

como esas dos escorias

de Chausson y de Fabri.

### PorClaude Le Petit(1638-1662)
Poeta francés, quemado en la hoguera por "ateísmo", pero en particular por haber escrito el siguiente poema.

Amis, on a brûlé le malheureux Chausson...

1661

Amis, on a brûlé le malheureux Chausson,

ce coquin si fameux, à la tête frisée;

sa vertu par sa mort s'est immortalisée:

jamais on n'expira de plus noble façon.

Il chanta d'un air gai la lugubre chanson

et vêtit sans pâlir la chemise empesée,

et du bûcher ardent de la pile embrasée,

il regarda la mort sans crainte et sans frisson.

En vain son confesseur lui prêchait dans la flamme,

le crucifix en main, de songer à son âme;

couché sous le poteau, quand le feu l'eut vaincu,

l'infâme vers le ciel tourna sa croupe immonde,

et, pour mourir enfin comme il avait vécu,

il montra, le vilain, son cul à tout le monde.
Amigos, han quemado al pobre Chausson...

1661

Amigos, han quemado al pobre Chausson,

Ese famoso pícaro de cabello rizado;

Su virtud ha sido inmortalizada por su muerte:

Nunca nadie morirá de forma más noble.

Cantó con tono alegre una canción lúgubre

y llevó sin vergüenza la camisa almidonada

y saltó animado a la pira encendida

Contempló a la muerte sin miedo y sin un temblor.

En vano su confesor le predicaba ante las llamas,

crucifijo en mano, que pensara en su alma;

sentado bajo el poste, cuando el fuego lo venció,

La escoria volvió hacia el cielo su sucio trasero,

y finalmente murió como había vivido,

El villano mostró su culo a todo el mundo.